# Oostveld (Oedelem)
Oostveld is een gehucht in de Belgische provincie West-Vlaanderen. Oostveld ligt in de deelgemeente Oedelem en telt ongeveer 1000 inwoners. Het straatdorp ligt drie kilometer ten oosten van het dorpscentrum van Oedelem. Oostveld ligt in het landelijk gebied tussen Oedelem, Beernem en Knesselare, op de cuesta Zomergem-Oedelem.

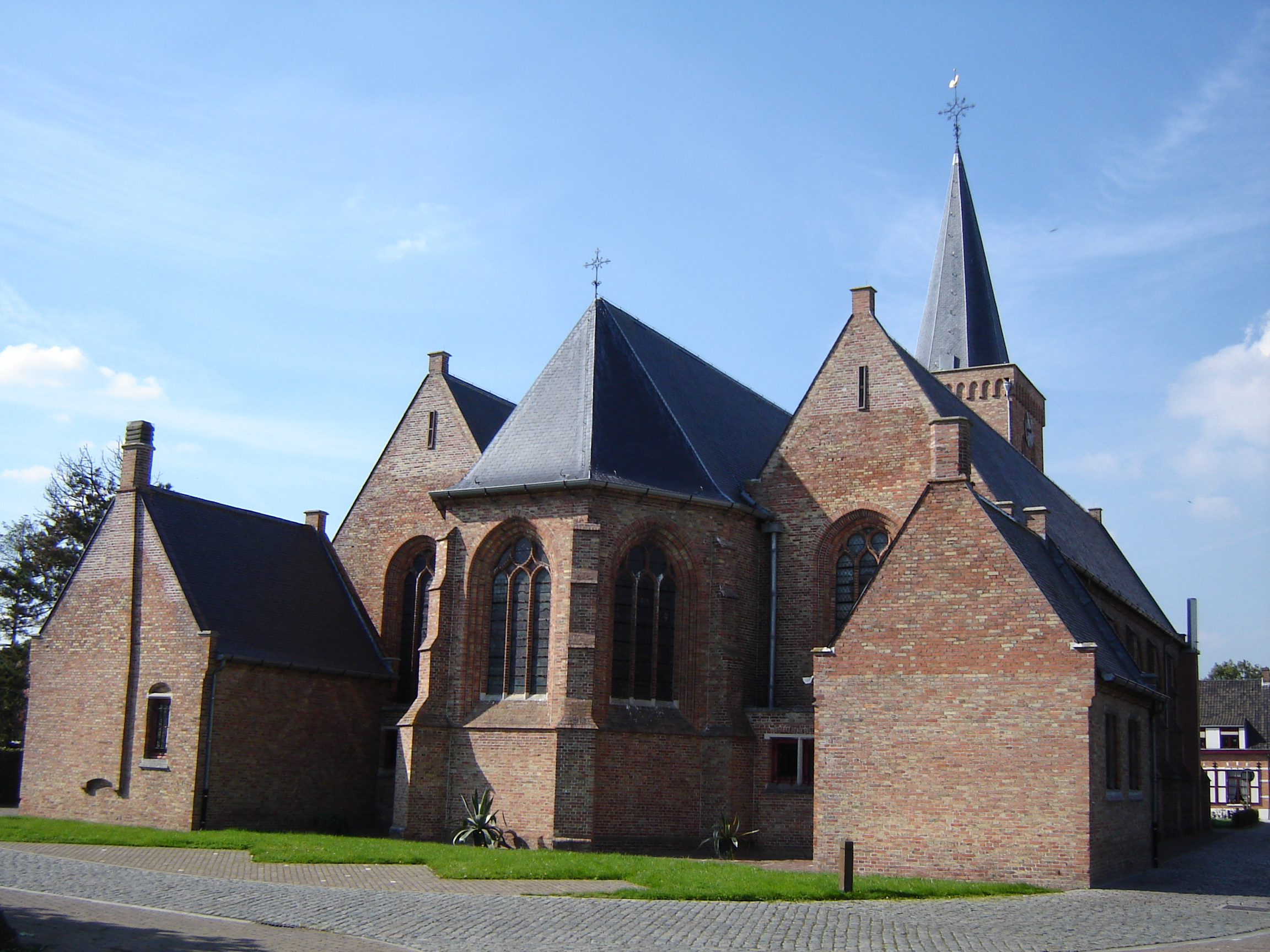
Sint-Petruskerk

## Geschiedenis
De omgeving was vroeger heidegrond in het bezit van de Abdij Ter Doest. Later werd een deel van het gebied bebost. In het landelijk gebied ten oosten ontwikkelde zich een beperkte bebouwing. De Ferrariskaart uit de jaren 1770 toont hier onder meer het gehuchtje Den Hoorn langs de weg van Oedelem naar Knesselare, en anderhalve kilometer naar het noordoosten een straatgehucht met de naam Nieunstraete. In oosten bevond zich nog een stuk ongecultiveerd veldgebied, het Swarte Veldt, aansluitend op het nog oostelijker Maldegem Veldt (Maldegemveld).
De gehuchten groeiden verder uit en de bebouwing zette zich langzaamaan door langs de verbindingsweg tussen de twee kernen, de huidige Tinhoutstraat. De Atlas der Buurtwegen uit het midden van de 19de eeuw toont nog steeds het afzonderlijk gehucht Den Hoorn in het zuiden en geeft al de naam Oostveld voor het grotere gehucht in het noordoosten. Rond 1800 werd hier de Zwarte-veldmolen gebouwd, maar deze raakte in onbruik en in de plaats kwam een stoommaalderij. In 1837 was in het Oostveld als een spinschool opgericht, waar ook de catechismus werd gegeven. In de tweede helft van de eeuw werd de school verder uitgebreid en in 1890 werd er ook een kapel gebouwd.
In 1911 erkende het bisdom Brugge Oostveld als een zelfstandig parochie. In 1912 begon de bouw van een parochiekerk, gewijd aan Sint-Petrus en ingewijd in 1913. Een pastorie werd in 1928 opgetrokken. In de loop van de 20ste eeuw werd het gehucht verder uitgebouwd langs de Tinhoutstraat tot het Oostveld een langgerekt gehucht vormde met het vroegere gehucht Den Hoorn. Tijdens de Tweede Wereldoorlog werd de kerk vernield door brand, maar werd nog tijdens de oorlog vernieuwd. In de jaren 50 en jaren 60 werden de school en klooster verder vergroot en vernieuwd.

## Bezienswaardigheden
- de Sint-Pieterskerk

## Verkeer en vervoer
Door het zuiden van het Oostveld loopt van west naar oost de N337, de weg van Brugge over Oedelem naar Knesselare.

## Sport
In Oostveld speelt de Oedelemse voetbalclub Hoger Op Oostveld-Oedelem, bij de KBVB aangesloten met stamnummer 8621.
Gemeente: Beernem     
Deelgemeenten: Oedelem · Sint-Joris
 Gehucht: Oostveld      Overige kernen: Vliegende Paard

Belgische gemeenten · Arrondissement Brugge · West-Vlaanderen · Vlaanderen